# Superfruit (web show)
Superfruit là "bộ đôi" giữa 2 nam ca sĩ của nhóm nhạc Acapella Pentatonix, Mitch Grassi và Scott Hoying. Kênh Superfruit trên Youtube được bắt đầu thành lập vào 13/8/2013. Đầu tiên, Superfruit chỉ dự định làm Vlog nhưng đến hiện tại, họ trở nên nổi tiếng hơn bởi những bài hát, album mới ra như Future friends(part 1, 2). Hiên nay trên youtube, Superfruit đã được ~35 triệu subscribe.
Links liên kết: 
- Trang web riêng: http://www.superfruit.co/
- Tài khoản instagram của Mitch Grassi: 
https://www.instagram.com/mitchgrassi/
- Tài khoản instagram của Scott Hoying: https://www.instagram.com/scotthoying/?hl=en
- Tài khoản twitter của Mitch Grassi: https://mobile.twitter.com/mitchgrassi?ref_src=twsrc%5Egoogle%7Ctwcamp%5Eserp%7Ctwgr%5Eauthor
- Tài khoản twitter của Scott Hoying: https://mobile.twitter.com/scotthoying